# Charlee
Charlee (* 28. Jänner 1993 in Berndorf bei Graz; bürgerlich Vera Stornig; geb. Luttenberger) ist eine österreichische Popsängerin.

## Leben
Vera Stornig ist die jüngere Schwester von Michelle Luttenberger, die Mitglied des österreichischen Popduos Luttenberger*Klug ist. Luttenberger trat 2005 im Alter von zwölf Jahren beim Kiddy Contest auf, wo sie den dritten Platz belegte.
Weitere Auftritte hatte sie auf dem Donauinselfest und bei den Seefesttagen am Schwarzlsee, wo sie auch erstmals unter dem Künstlernamen „Charlee“ auftrat, sowie bei der deutschen Messe YOU in Berlin.
Mit 14 Jahren bekam sie einen Plattenvertrag von Universal und produzierte ihr Debütalbum This Is Me mit dem Grazer Produzenten Hubert Molander. Als erste Single veröffentlichte sie im August 2010 den Song Boy Like You. Die US-amerikanische Sängerin Kesha hatte das Lied geschrieben und eine eigene Aufnahme ins Internet gestellt, aber nicht veröffentlicht. Als Charlee bekam Stornig den Zuschlag für die Veröffentlichung und hatte damit ihren ersten Charthit. Sie trat damit am 27. August 2010 bei The Dome 55 in Hannover auf.
Im Herbst 2010 wurde Stornig, wie auch ihre Schwester, mit der Gruppe Luttenberger*Klug, für die Österreichische Vorentscheidung zum Eurovision Song Contest 2011 nominiert. Am 7. Januar 2011 erschien die Single Good to Be Bad auf iTunes in Österreich, mit der sie sich für die Vorentscheidungs-Liveshow am 25. Februar 2011 qualifizierte. Dort siegte Nadine Beiler.
Am 11. Februar 2011 veröffentlichte sie als Charlee ihre dritte Single Obvious. Zwei Monate später, am 29. April 2011, erschien Charlees erstes Album This Is Me als Downloadversion, welches Platz zehn in den österreichischen iTunes-Charts erreichte.
Ende 2011 war sie Teilnehmerin der Gesangs-Castingshow The Voice of Germany. Dort kam Stornig unter die 32 besten Teilnehmer, musste jedoch kurz vor den Liveshows die Show und somit Team BossHoss verlassen.
Von 24. Dezember 2011 bis zum 7. Januar 2012 konnte man den Extended Play This Is Now gratis auf ihrer Homepage herunterladen. Dieser beinhaltet vier Demos, die Stornig im Alter von 14 Jahren aufgenommen hat, einen neuen (deutschsprachigen) Song und eine Coverversion von Someone like You von Adele.
Heute besitzt sie einen Hunde-Shop in Graz namens „Die Futterbar“. Stornig ist verheiratet und hat eine Tochter.

## Diskografie
Alben
- 2010: This Is Me
- 2011: This Is Now (EP)

Singles
- 2010: Boy Like You
- 2011: Good to Be Bad
- 2011: Obvious